# Lípa u Barešů
Lípa u Barešů je památný strom v Krásném Lese, obci ve Frýdlantském výběžku Libereckého kraje.

## Poloha a historie
Strom roste při jižním okraji obce, u rodinného domu číslo popisné 37. Východně odtud se nachází silnice číslo III/2912 spojující Krásný Les se silnicí číslo II/291. Severním směrem od stromu protéká řeka Řasnice.  O prohlášení stromu za památkově chráněný rozhodl městský úřad ve Frýdlantě svým rozhodnutím ze dne 27. května 1994, které nabylo právní moci o měsíc později, 26. června 1994.

## Popis
Památný strom je lípa srdčitá, někdy zvaná též malolistá, (Tilia cordata) dosahující výšky 28 metrů a obvod jeho kmene činí 588 centimetrů. V okolí stromu se nachází ochranné pásmo dané zákonem.